# Grant Austin Taylor
Grant Austin Taylor (Norfolk, 9 maggio 1995) è un chitarrista, armonicista e cantante statunitense.

## Biografia
Grant Austin Taylor prese in mano la chitarra per la prima volta all'età di 6 anni, e ad 8 già si esibiva per l'inaugurazione del Town Point Park di Norfolk, la città dove viveva, insieme alla band di alternative rock Better Than Ezra, il 30 maggio 2003. Nel corso dell'anno seguente apparve in due show televisivi: Steve Harvey's Big Time e America's Most Talented Kids; in quest'ultimo, la sua performance della cover di Bob Dylan Knockin' on Heaven's Door gli valse il primo premio della serata. Nel marzo 2007, Grant fu invitato ad esibirsi ad Hollywood in occasione della premiazione della XXVIII edizione degli Young Artist Awards.
Pur se conosciuto soprattutto come chitarrista, Grant si esibisce anche con l'armonica a bocca e come cantante insieme alla sua band, la Grant Austin Taylor Band. Nella band, Grant è accompagnato da Jimmy Wiseman al basso e David Taylor alla chitarra elettrica. Il repertorio contiene cover che spaziano in diversi generi, dal rock al blues, fino al soul.